# Доктор Ливси
Доктор Дэвид Ливси (англ. Dr. David Livesey) — один из главных действующих персонажей романа Роберта Льюиса Стивенсона «Остров сокровищ». Также является персонажем многочисленных фильмов, снятых на основе романа.

## Описание
В самом начале романа автор упоминает доктора Ливси в числе тех, кто был основными «заказчиками» романа («Сквайр Трелони, доктор Ливси и другие джентльмены попросили меня написать всё, что я знаю об Острове Сокровищ»). Повествование ведется от лица Джима Хокинса, но некоторые главы написаны от лица доктора Ливси.
Доктор Ливси — джентльмен, врач и судья, человек поразительной храбрости, готовый без колебания исполнить свой профессиональный и человеческий долг. Только Ливси смог приучить к порядку бывшего пирата Билли Бонса. Холостяк. Доктор носит парик и часто клянётся им же. Курит трубку.
В молодости служил в войсках герцога Камберлендского и был ранен в битве под Фонтенуа (1745).

## Исполнители
- Остров сокровищ (фильм, 1920) — Чарльз Хилл Мейлс[англ.]
- Остров сокровищ (фильм, 1934) — Отто Крюгер
- Остров сокровищ (фильм, 1937) — Михаил Царёв
- Остров сокровищ (фильм, 1950) — Денис О’Ди
- Остров сокровищ (фильм, 1971) — Лаймонас Норейка
- Остров сокровищ (фильм, 1972) — Анхель дель Посо
- Остров сокровищ (фильм, 1982) — Виктор Костецкий
- Остров сокровищ в космосе — Дэвид Уорбек
- Остров сокровищ (мультфильм, 1988) — роль озвучивал Евгений Паперный
- Остров сокровищ (фильм, 1990) — в роли Ливси Джулиан Гловер
- Остров сокровищ (фильм, 1999) — Дэвид Робб
- Пираты Острова Сокровищ (фильм, 2006) — Джефф Дентон
- Остров сокровищ (фильм, 2007)[фр.] — Жан-Поль Рув
- Остров сокровищ (мини-сериал, 2012) — Дэниэл Мейс

## Популярность
Образ доктора Ливси из советского мультфильма «Остров сокровищ» 1988 года неожиданно приобрёл широкую популярность во всём мире в июле 2022 года из-за ставшего интернет-мемом любительского клипа на основе короткого фрагмента мультфильма с бодро вышагивающим доктором. Жизнерадостный доктор из советского мультфильма сильно отличается характером от книжного персонажа, персонаж из книги более серьёзен и молчалив.